# Giovanni Didonè
Giovanni Didonè (Rosà, 19 novembre 1950) è un politico italiano.

## Biografia
Laureato in scienze economiche, è un impiegato nel settore bancario.
Inizialmente vicino alla Democrazia Cristiana, è tra i primi ad aderire alla Lega Nord ed è eletto sindaco leghista di Rosà per due mandati consecutivi, dal 1993 al 2002. Alle elezioni politiche del 2001 è eletto deputato con la Lega Nord. Dal 2001 al 2006 è stato membro e segretario della XI Commissione parlamentare lavoro pubblico e privato e della X Commissione attività produttive, commercio e turismo.
Nel 2007 si dimette dalla Lega e non rinnova la tessera, iscrivendosi a Fli nella sezione di Tezze sul Brenta. Dirà: "Non per le careghe, ma dopo l'accordo con Berlusconi nel 1994 la Lega è cambiata" In particolare il motivo del dissenso riguarda la Credieuronord, la banca della Lega voluta da Umberto Bossi ma gestita in maniera così poco professionale da creare un buco miliardario. Didoné si era schierato sulla linea di Giancarlo Pagliarini il quale chiedeva di portare i libri in Tribunale. Bossi aveva rifiutato "epurando" Pagliarini ed altri. Didoné, finito nella lista dei disobbedienti, aveva preferito dimettersi.